# Gekuifde vinkbuulbuul
De gekuifde vinkbuulbuul (Spizixos canifrons) is een zangvogel uit de familie Pycnonotidae (buulbuuls).

## Verspreiding en leefgebied
Deze soort komt voor van India tot Indochina en telt twee ondersoorten:
- S. c. canifrons: noordoostelijk India en westelijk Myanmar.
- S. c. ingrami: oostelijk Myanmar, zuidelijk China en noordelijk Indochina.

## Status
De grootte van de populatie is niet gekwantificeerd maar de soort wordt omschreven als schaars tot vrij algemeen. Op de Rode lijst van de IUCN heeft deze soort de status niet bedreigd.